# NGC 67
NGC 67 là một thiên hà hình elip nằm trong chòm sao Tiên Nữ, được R. J. Mitchell phát hiện vào ngày 7 tháng 10 năm 1855, người đã mô tả nó là "cực kỳ mờ, rất nhỏ, tròn". Thiên hà này thuộc nhóm NGC 68, ngoài nó còn chứa các thiên hà NGC 68, NGC 69, NGC 70, NGC 71, NGC 72 và có thể cả NGC 74.

## Tranh cãi thiên hà mục tiêu
Vị trí của Mitchell định vị thiên hà đã quan sát giữa hình elip E3 và hình elip E5 ở rìa của nhóm thiên hà, và mỗi hình elip đã được diễn giải như là thiên hà chính và phụ. Wikisky liệt kê thiên hà thuôn tròn là thiên hà chính và thiên hà thuôn dài là PGC 138159, trình duyệt Deep-Sky Object liệt kê thiên hà thuôn dài là NGC 67, NED liệt kê cùng một thiên hà là cả NGC 67 và NGC 67a. Tuy nhiên, cơ sở dữ liệu thiên thể NGC của Courtney Seligman lập luận rằng vì phần bù vị trí của NGC 67 tương tự như của các thiên hà khác trong nhóm, nên thiên hà thuôn dài có khả năng là thiên thể đã quan sát và NGC 67a thuôn tròn hơn được Mitchell liệt kê là một ngôi sao.